# Desmidorchis
Die Gattung Desmidorchis gehört zur Unterfamilie der Seidenpflanzengewächse (Asclepiadoideae) in der Familie der Hundsgiftgewächse (Apocynaceae). Die Blüten dieser sukkulenten Pflanzen verströmen einen unangenehmen Geruch.

## Beschreibung

### Vegetative Merkmale
Desmidorchis-Arten wachsen als stammsukkulente, ausdauernde Pflanzen. Die sukkulenten, 1 bis 5 cm breiten, blau-grünen oder hell-braunen, zylindrischen Sprossachsen sind glatt, unbehaart, besitzen vier scharfe Kanten; sie erreichen Wuchshöhen von 20 bis zu 120 cm und stehen in Pulks zusammen. Sie enthalten klaren Milchsaft. Die nur 0,5 bis 2 mm langen, zu eiförmigen Schuppen reduzierten, ungestielten, sukkulenten Blätter stehen horizontal bis etwas nach oben gerichtet ab und fallen schnell ab; sie sind fleischig oder bilden bei Desmidorchis foetida und Desmidorchis speciosa Stacheln. Die Nebenblätter sind zu wenigen Haaren reduziert.

### Blütenstände und Blüten
Die endständigen, einfachen, pseudodoldigen Blütenstände enthalten meist zehn bis 80 (bei Desmidorchis acutangula bis zu 200) höchstens sehr kurz gestielte Blüten, die sich alle gleichzeitig öffnen. Die unangenehm nach Mist riechenden Blüten sind zwittrig, radiärsymmetrisch, fünfzählig mit einem doppelten Perianth. Die fünf freien Kelchblätter sind höchstens gleich lang wie die Kronröhre. Die fünf fleischigen, 1,5 bis 3 cm langen Kronblätter sind flächig bis glockenförmig zwischen einem Viertel bis der Hälfte ihrer Länge verwachsen. Die Ränder der Kronzipfel sind glatt oder bewimpert. Die Innenseite der Kronblätter ist grün oder gelb über braun bis purpurfarben, einfarbig oder purpurfarben gefleckt; die Oberfläche kann glatt (Desmidorchis flava), warzig, runzelig, papillös (Desmidorchis foetida, Desmidorchis awdeliana) oder behaart (Desmidorchis acutangula) sein. Die Außenseite der Kronblätter ist grün. Das „Gynostegium“ ist höchstens sehr kurz gestielt. Die Nebenkrone ist in staminale und interstaminale Nebenkrone gegliedert. Die aufrechten Pollinien sind kugel-, ei- oder D-förmig. Es sind zwei glatte, freie, oberständige Fruchtblätter vorhanden. Der Narbenkopf ist weiß. Es wird kein Nektar gebildet.

### Früchte und Samen
Die meist paarig in einem Winkel von 0 bis 60° zueinander, mehr oder weniger aufrecht angeordneten Balgfrüchte sind glatt, mit einem Durchmesser von 6 bis 10 mm schlank, im Querschnitt eiförmig, spindel- bis bleistiftförmig und mit 10 bis 15 cm oft recht lang. Die von hell- bis dunkel-braunen Samen sind eiförmig, 5 bis 9 mm lang, 3 bis 6 mm breit. Sie besitzen 2,5 bis 3,5 cm lange, reinweiße Flughaare.

### Chromosomenzahlen
Die Chromosomenzahlen betragen 2n = 22 (untersucht bei Desmidorchis foetida und Desmidorchis flava).

## Systematik und Verbreitung
Das Verbreitungsgebiet erstreckt sich von Nordafrika bis zur Arabischen Halbinsel und nach Westafrika.
Der Gattungsname Desmidorchis wurde 1829 von Christian Gottfried Ehrenberg in Linnaea, 4, S. 94 zum ersten Mal gültig und 1832 in Abh. Königl. Akad. Wiss. Berlin 1829, 31, 39 erneut veröffentlicht. Alle Arten wurden in die Gattung Caralluma R.Br. eingegliedert und 1990 von Michael George Gilbert in Bradleya, 8, 19 in eine Untergattung Caralluma subg. Desmidorchis (Ehrenb.) M.G.Gilbert gestellt. Die Gattung Caralluma R.Br. wurde von Darrel Charles Herbert Plowes 1995 in acht Gattungen aufteilt. Die Gattung Desmidorchis Ehrenb. wurde reaktiviert. Typusart ist Desmidorchis retrospiciens Ehrenb. Für Desmidorchis Ehrenb. gibt es die Synonyme Crenolluma Plowes und Sarcocodon N.E.Br.
Die Gattung Desmidorchis gehört zur Subtribus Stapeliinae aus der Tribus Ceropegieae in der Unterfamilie Asclepiadoideae innerhalb der Familie der Apocynaceae.

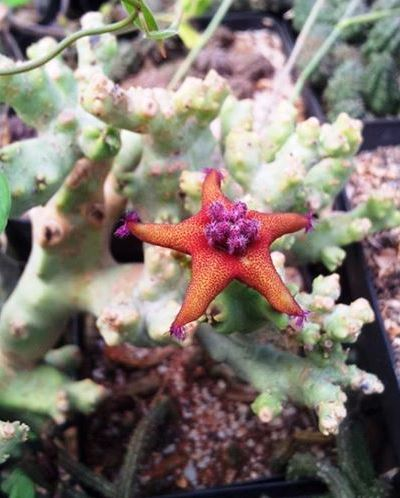
Desmidorchis lavrani

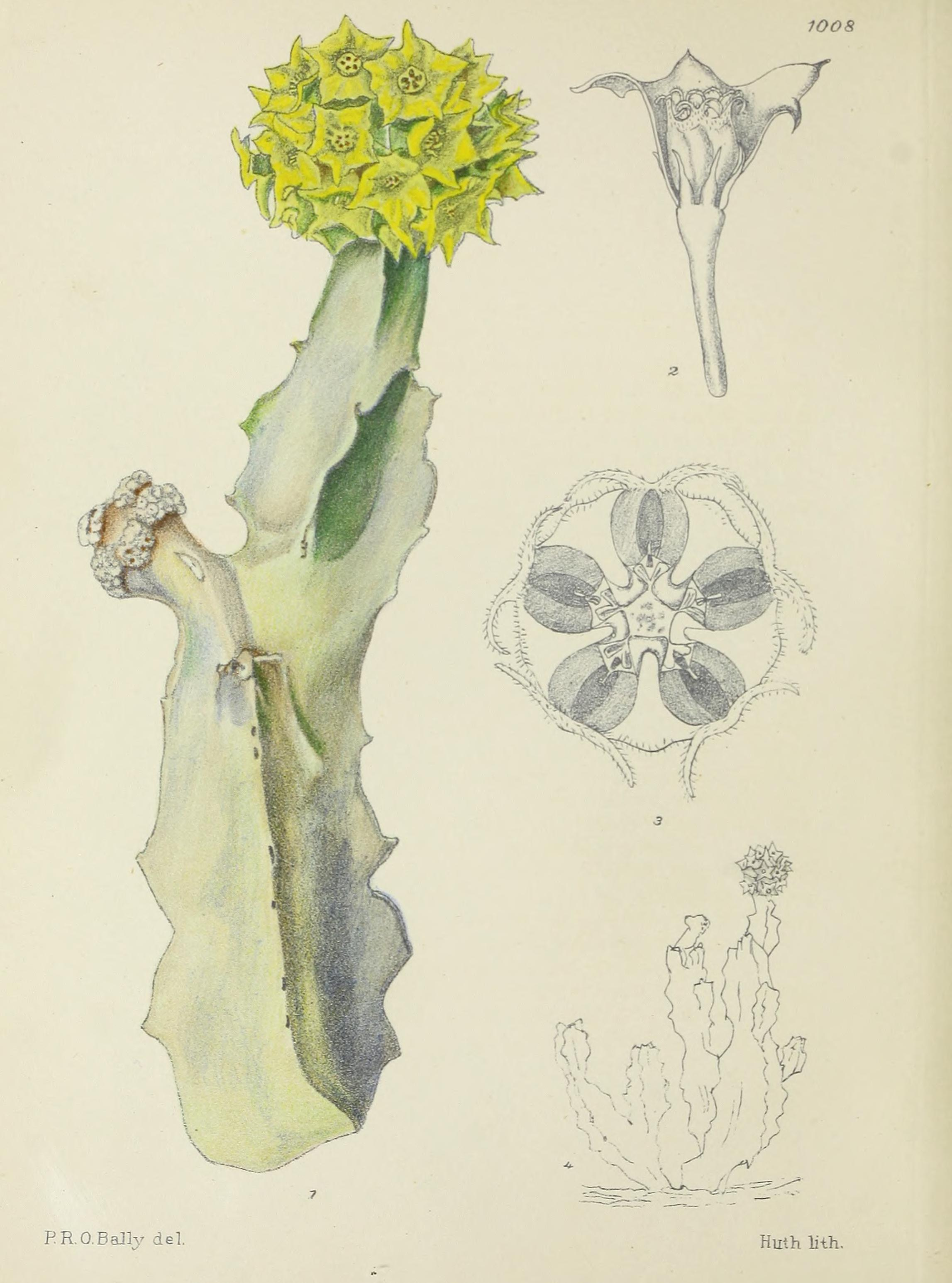
Desmidorchis somalica, Illustration

Es gibt etwa zehn bis vierzehn Desmidorchis-Arten:
- Desmidorchis adenensis (Deflers) Meve & Liede: Sie kommt vom Jemen bis zum südlichen Oman vor.[3]
- Desmidorchis arabica (N.E.Br.) Meve & Liede: Sie kommt auf der Arabischen Halbinsel vor.[3]
- Desmidorchis aucheriana (Decne.) Kuntze: Sie kommt auf der südlichen Arabischen Halbinsel vor.[3]
- Desmidorchis awdeliana (Decne.) Liede & Meve: Sie kommt im Jemen vor.[3]
- Desmidorchis edithiae (N.E.Br.) Plowes: Sie kommt vom östlichen Äthiopien bis ins nördliche Somalia vor.[3]
- Desmidorchis flava (N.E.Br.) Meve & Liede: Sie kommt auf der Arabischen Halbinsel vor.[3]
- Desmidorchis foetida (E.A.Bruce) Plowes: Sie kommt von Kenia bis ins nördliche Uganda vor.[3]
- Desmidorchis impostor Jonkers: Die 2010 erstbeschriebene Art kommt im Oman vor.[3]
- Desmidorchis lavrani (Rauh & Wertel) Meve & Liede: Sie kommt vom südlichen Jemen bis zum südlichen Oman vor.[3]
- Desmidorchis penicillata (Deflers) Plowes: Sie kommt im nordöstlichen tropischen Afrika und auf der südwestlichen und südlichen Arabischen Halbinsel vor.[3]
- Desmidorchis retrospiciens Ehrenb. (Syn.: Desmidorchis acutangulus Decne.): Sie kommt von der Sahara bis zum südwestlichen Arabischen Halbinsel vor.[3]
- Desmidorchis somalica (N.E.Br.) Plowes: Sie kommt in Somalia vor.[3]
- Desmidorchis speciosa (N.E.Br.) Plowes: Sie kommt im nordöstlichen und im östlichen tropischen Afrika vor.[3]
- Desmidorchis tardellii Mosti & Raffaelli: Sie kommt im Oman vor.[3]

## Belege